# Edward Petherbridge
Edward Petherbridge (Bradford, 3 agosto 1936) è un attore inglese, attivo in campo teatrale, cinematografico e televisivo.

## Biografia
Ha debuttato a teatro nel 1956, nel ruolo di Gaveston nell'Edoardo II di Marlowe in scena al Ludlow Festival; il debutto londinese avvenne sei anni dopo, nella produzione di Regent's Park di Sogno di una notte di mezza estate, in cui interpretava Demetrio. Sempre negli anni sessanta si unì alla neofondata compagnia del Royal National Theatre e alla Royal Shakespeare Company: recitò in Otello accanto a Laurence Olivier (1964), fu il primo Guilderstern nella commedia di Tom Stoppard Rosencrantz e Guildenstern sono morti (1966) e un apprezzato Foul accanto all'Edgar di Ian McKellen in Re Lear (1974). Nei due decenni successivi si affermò come uno dei maggiori attori comici e tragici del teatro inglese, con un repertorio che spazia da Shakespeare (Cimbelino, Pene d'amor perdute) a Chekhov (Il gabbiano, Le tre sorelle), da Eugene O'Neill (nel 1984 vinse il Laurence Olivier Award per Strano interludio) a Samuel Beckett (L'ultimo nastro di Krapp), con particolare attenzione al teatro greco (soprattutto Euripide e Sofocle) ed elisabettiano (John Webster, Thomas Kyd). Ha recitato anche in alcuni musical, tra cui The Woman in White, Lost in the Stars, The Fantasticks e Coco.
È stato sposato con Louise Durant Harris dal 1957 al 1980 e con Emily Richard dal 1981.

## Filmografia parziale

### Cinema
- Un'avventura terribilmente complicata (An Awfully Big Adventure), regia di Mike Newell (1995)
- The Statement - La sentenza (The Statement), regia di Norman Jewison (2003)
- La papessa (Die Päpstin), regia di Sönke Wortmann (2009)

### Televisione
- The Guardians - serie TV, 7 episodi (1971)
- Il re di Hong Kong - miniserie TV, 4 episodi (1988)
- L'ispettore Barnaby - serie TV, 1 episodio (2007)
- Borgia - serie TV, 2 episodi (2011)

### Doppiaggio
- Alice attraverso lo specchio (Alice Through the Looking Glass), regia di James Bobin (2016)

## Doppiatori italiani
- Dario Penne ne La papessa